# Хапчерангинське сільське поселення
Хапчера́нгинське сільське поселення (рос. Хапчерангинское сельское поселение) — сільське поселення у складі Киринського району Забайкальського краю Росії.
Адміністративний центр та єдиний населений пункт — село Хапчеранга.

## Населення
Населення сільського поселення становить 780 осіб (2019; 839 у 2010, 1082 у 2002).